# Андре, Лаврентий
Лаврентий Андре (латинизированная форма имени Ларс Андерссон (швед. Lars Andersson); около 1470—1552) — канцлер шведского короля Густава I Вазы.

## Биография
Проповедник учения Лютера в Швеции, переводчик Библии на шведский язык. Сначала близкий к Густаву, Лаврентий не одобрял строго монархического взгляда короля на церковь, и потому впал в немилость. Его обвинили (в 1539 году) в государственной измене в связи с его нежеланием передать церковь под полную власть короля. Приговорённый к смертной казни, Лаврентий откупился от неё большой суммой денег.